# Kąśna Górna
Kąśna Górna est une localité polonaise de la gmina de Ciężkowice, située dans le powiat de Tarnów en voïvodie de Petite-Pologne.